# カメルーン・プレミア・ディビジョン
カメルーン・プルミエール・ディヴィジョン（Championnat du Cameroun de football）は、1961年に始まったカメルーンにおけるサッカーリーグのトップディビジョンである。主催はカメルーンサッカー連盟。スポンサー名を冠した正式名称はMTNエリート1（MTN Elite one）。

## 参加クラブ（2013）
- キャノン・ヤウンデ (ヤウンデ)
- コトンスポール・ガルア (ガルア)
- ドゥアラAC (ドゥアラ)
- フォヴ・クラブ (バアム)
- リ・ザストルFC (ドゥアラ)
- ニュースターFC (ドゥアラ)
- ヌジャラ・クォン (リンベ)
- パンテール・ドゥ・ヌデ (ヌデ)
- ルネッサンスFC (ヌグム)
- サブルFC (バティエ)
- トネール・ヤウンデ (ヤウンデ)
- ユニオン・ドゥアラ (ドゥアラ)
- ウニスポール・バファン (バファン)
- YOSA (バメンダ)

## 歴代優勝クラブ
| - 1960-61 : オリックス・ドゥアラ - 1961-62 : カイマン・デ・ドゥアラ - 1962-63 : オリックス・ドゥアラ - 1963-64 : オリックス・ドゥアラ - 1964-65 : オリックス・ドゥアラ - 1965-66 : ディアマン・ヤウンデ - 1966-67 : オリックス・ドゥアラ - 1967-68 : カイマン・デ・ドゥアラ - 1968-69 : ユニオン・ドゥアラ - 1969-70 : キャノン・ヤウンデ - 1970-71 : エーグル・ヌコンサンバ - 1971-72 : レオパール・ドゥアラ - 1972-73 : レオパール・ドゥアラ - 1973-74 : キャノン・ヤウンデ - 1974-75 : カイマン・デ・ドゥアラ - 1975-76 : ユニオン・ドゥアラ |  | - 1976-77 : キャノン・ヤウンデ - 1977-78 : ユニオン・ドゥアラ - 1978-79 : キャノン・ヤウンデ - 1979-80 : キャノン・ヤウンデ - 1981 : トネール・ヤウンデ - 1981-82 : キャノン・ヤウンデ - 1982-83 : トネール・ヤウンデ - 1983-84 : トネール・ヤウンデ - 1984-85 : キャノン・ヤウンデ - 1985-86 : キャノン・ヤウンデ - 1986-87 : トネール・ヤウンデ - 1988 : トネール・ヤウンデ - 1989 : ラシンFCバフサム - 1990 : ユニオン・ドゥアラ - 1991 : キャノン・ヤウンデ - 1992 : ラシンFCバフサム |  | - 1993 : ラシンFCバフサム - 1994 : エーグル・ヌコンサンバ - 1995 : ラシンFCバフサム - 1996 : ウニスポール・バファン - 1997 : コトンスポール・ガルア - 1998 : コトンスポール・ガルア - 1999 : サブレ・バティエ - 2000 : フォヴ・バハン - 2001 : コトンスポール・ガルア - 2002 : キャノン・ヤウンデ - 2003 : コトンスポール・ガルア - 2004 : コトンスポール・ガルア - 2005 : コトンスポール・ガルア - 2006 : コトンスポール・ガルア - 2007 : コトンスポール・ガルア - 2007-08 : コトンスポール・ガルア |  | - 2008-09 : ティコ・ユナイテッド - 2009-10 : コトンスポール・ガルア - 2010-11 : コトンスポール・ガルア - 2011-12 : ユニオン・ドゥアラ - 2013 : コトンスポール・ガルア - 2014 : コトンスポール・ガルア - 2015 : コトンスポール・ガルア - 2016 : UMSローム - 2017 : エディング・スポーツ - 2018 : コトンスポール・ガルア - 2019 : UMSローム - 2019-20 : PWDバメンダ - 2020-21 : コトンスポール・ガルア |

## 優勝回数
| クラブ                 | 回数 |
| ---------------------- | ---- |
| コトンスポール・ガルア | 16   |
| キャノン・ヤウンデ     | 10   |
| トネール・ヤウンデ     | 5    |
| オリックス・ドゥアラ   | 5    |
| ユニオン・ドゥアラ     | 5    |
| ラシンFCバフサム       | 4    |
| カイマン・デ・ドゥアラ | 3    |
| エーグル・ヌコンサンバ | 2    |
| レオパール・ドゥアラ   | 2    |
| UMSローム              | 2    |
| ディアマン・ドゥアラ   | 1    |
| ウニスポール・バファン | 1    |
| ティコ・ユナイテッド   | 1    |
| エディング・スポーツ   | 1    |
| PWDバメンダ            | 1    |

## 歴代得点王
| シーズン | 国籍             | 選手               | 所属                   | 得点 |
| 2002     | カメルーンの旗   | Hans Eric Ekounga  | コトンスポール・ガルア | ??   |
| 2003     | カメルーンの旗   | Etélé Ambassa Jean | Bamboutos FC           | 14   |
| 2005     | カメルーンの旗   | Bakari Inoi        | Kadji Sport Academy    | 20   |
| 2006     | コンゴ共和国の旗 | Francis Litsingi   | コトンスポール・ガルア | 15   |
| 2007-08  | カメルーンの旗   | Ayuk Roland Agbor  | ティコ・ユナイテッド   | 36   |
| 2008-09  | ニジェールの旗   | Daouda Kamilou     | コトンスポール・ガルア | ??   |

## 主な日本人選手
- 直川公俊 - キャノン・ヤウンデ(2007年1月-9月)